# Maria Benvinda Levi
Maria Benvinda Levi ou Levy, née le 24 mars 1969 à Maxixe, est une magistrate et femme d'État mozambicaine. Elle est ministre de la Justice de 2008 à 2015 et Première ministre depuis le 15 janvier 2025.

## Carrière
Maria Benvinda Levi a dirigé le Centre de formation juridique et judiciaire. Elle a également été juge au tribunal municipal de Maputo.
Elle est nommée ministre de la Justice par le président Armando Guebuza le 11 mars 2008,. Elle succède à Esperança Machavela, juriste et ancienne ambassadrice au Portugal. La nomination de Levi s'inscrit dans le cadre d'un remaniement ministériel qui impliquait également le remplacement du ministre des Affaires étrangères et du ministre des Transports.
Le 17 janvier 2025, le nouveau président Daniel Chapo la nomme Première ministre.